# 王健 (崇禎進士)
王健（？—17世紀），字大龍，陝西西安府三原縣人，明朝、南明政治人物。

## 生平
王健個性莊重有禮節，崇禎十二年（1639年）中舉人，次年（1640年）聯捷進士，授山東聊城知縣，任內精明幹練；向朝廷請求改正遼餉，並設立折馬法舒緩民困。之後升任職方主事，弘光年間和朱芾煌、吳國琦、劉若宜、徐天麟、姜一學、周祚新、張印中、吳亮明、潘自得、賀燕徵、黃衷赤、張大賡、張延祚、姚孫棐、金邦柱、黃泰來、黃鍾斗、李長似、張拱端、徐肇森、荊廷實、許士健、劉星耀、陳璧、董念陛共事，擔任武庫員外郎，不久辭官到餘杭山中隱居。

## 引用
1. ↑  《崇禎十三年庚辰科進士三代履歷》：王健，曾祖璒；祖一鹤；父治定。大龍，书三房，壬子年三月初七日生，三原县人，己卯二十四名，会试一百九十名，三甲一百三十八名。刑部观政。
2. 1 2  錢海岳《南明史·卷三十一·列傳第七》：健，字大龍，三原人。崇禎十三年進士。授聊城知縣，請改遼餉，立折馬法。
3. ↑  乾隆《三原縣志·卷七·選舉》：（崇禎）己卯科……王健，官階見進士。
4. ↑  錢海岳《南明史·卷三十一·列傳第七》：（弘光）時兵部先後司官之可紀者，為朱芾煌、吳國琦、劉若宜、徐天麟、姜一學、周祚新、張印中、吳亮明、潘自得、王健、賀燕徵、黃衷赤、張大賡、張延祚、姚孫棐、金邦柱、黃泰來、黃鍾斗、李長似、張拱端、徐肇森、荊廷實、許士健、劉星耀、陳璧、董念陛云。……遷職方主事、武庫員外郎。入餘杭山中。
5. ↑  乾隆《三原縣志·卷九·人物》：王健，《通志》（云）字大龍，崇正中進士。風格峻整，動由禮節，仕聊城知縣，強幹清廉；請改遼餉，立折馬法，以甦民困所便之。晉兵部職方主事。甲申走揚州，匿蹟餘杭山中。